# Dolmen Music
Albums de Meredith Monk
Songs from the Hill
(1979) Turtle Dreams
(1983)
Dolmen Music est un ensemble de compositions et un album de Meredith Monk publié par le label ECM en 1981. L'album est un recueil de 5 compositions de Monk pour six vocalistes, violoncelle et percussions. L'exécutante principale est Meredith Monk elle-même, accompagnée du percussionniste Colin Walcott, ainsi que de Julius Eastman, Robert Een, Andrea Goodman, Paul Langland, Steve Lockwood.
Dolmen Music est considéré par certains critiques comme l'un des meilleurs enregistrement de Meredith Monk, l'album a notamment remporté le German Critic Best Record en 1981. L'œuvre utilise de nombreuses techniques de jeu étendues pour la voix. Plusieurs personnes ont souligné des similarités avec Stimmung, composition de Karlheinz Stockhausen, bien que Monk confie en 1987 ne l'avoir jamais écouté.
Les compositions sont inspirées par la visite de Monk et deux de ses musiciens au site mégalithique de La Roche-aux-Fées, lors d'une tournée en Bretagne en 1977.

## Liste des compositions
Toute la musique est composée par Meredith Monk.
| No | Titre          | Durée |
| -- | -------------- | ----- |
| 1. | Gotham Lullaby | 4:17  |
| 2. | Travelling     | 6:19  |
| 3. | The Tale       | 2:49  |
| 4. | Biography      | 9:28  |
| 5. | Dolmen Music   | 23:47 |